# Ottfried Zielke
Ottfried Zielke (* 16. Juli 1936 in Berlin; † 17. September 2016) war ein deutscher Cartoonist, Zeichner, Maler und Buchkünstler. 

## Leben
Zielke wuchs in Berlin auf. Er ist der zwei Jahre ältere Bruder des Berliner Künstlers Helmut Zielke (1938–2013). Er machte von 1951 bis 1954 eine Lehre als Gebrauchswerber. Von 1956 bis 1959 absolvierte er ein Studium an der Ostberliner Fachschule für angewandte Kunst, der späteren Fachschule für Werbung und Gestaltung Berlin-Oberschöneweide, an der er nach dem Abschluss bis 1962 als Assistent und bis 1968 als Lehrer arbeitete. Seit 1968 war er freischaffend als Grafiker und Maler in Berlin, später in Schiffmühle tätig. Er war bis 1990 Mitglied des Verbands Bildender Künstler der DDR.
1987, 1989 und 1990 wurden u. a. seine Entwürfe beim Wettbewerb KUNST STATT WERBUNG, auf dem U-Bahnhof Alexanderplatz in Ost-Berlin, ausgewählt. Im Jahr 1992 wurde er Jurymitglied dieses Projektes. Ein Jahr später war er Mitglied der Künstlerinitiative KUNST STATT WERBUNG. Im Jahr 1990 war er Gründungsmitglied der Cartoonfabrik Köpenick, Berlin. Im Jahr 1992 fertigte er Illustrationen für drei Bücher Schulpädagogik, Deutsches Institut für Fernstudium an der Universität Tübingen und in den Jahren von 1992 bis 1994 Illustrationen für die Deutsche Lehrerzeitung. Von 1989 bis 1995 entstanden Karikaturen für die Satirezeitschrift Eulenspiegel.
Ab 1992 fand eine intensive Zusammenarbeit mit dem Uwe Warnke Verlag, Berlin, auf dem Gebiet von Malerbüchern (Unikaten) und anderen original-grafischen Künstlerbüchern statt. Beide kannten sich aus der Zusammenarbeit an Warnkes kleinauflagiger original-grafischer Untergrundzeitschrift ENTWERTER/ODER, an der Zielke seit 1989 mitarbeitete. Seine Arbeiten tauchten später auch in Editionen des Berliner Hybriden-Verlages, der Berliner Edition Dschamp, der Rudolstadter Burgart-Presse, der Buchmacherey Heinrich in Helserdeich und der New Yorker Artichoke Yink Press auf. Er konnte auf zahlreiche Teilnahmen an Mail Art Projekten, Ausstellungen zur Visuellen Poesie und zur Buchkunst im In- und Ausland zurückblicken sowie auf Ausstellungsbeteiligungen mit unikaten Malerbüchern in Berlin, Prag, Seoul, Tallinn, New York, San Francisco.
Die Malerbücher und andere Arbeiten wurden auf der Frankfurter Buchmesse vom Uwe Warnke Verlag, Berlin, vertreten.
60 große unikate Malerbücher Zielke befinden sich weltweit in privaten und öffentlichen Sammlungen.

## Veröffentlichungen (Auswahl)
Editionen
- Serielle Texte – visuelle Poesie. Mit  Uwe Warnke. Edition Mariannenpresse, Berlin 1995. ISBN 3-922510-82-5.
- Tiger, Berlin 1996
- Reineke Fuchs, Berlin 1998
- „und das leben …  fand in den 80ern statt“, Berlin 2001
- zeckenmilbenwanzenschaben, Berlin 2002
- konsum = k, Berlin 2002
- Mit Mozart durch die Woche, Rheinbach + Berlin 1996
- links & rechts,  Berlin 2005
- „Tagesthemen“. Berlin 2006
- ZIELKE & KONSORTEN,  Berlin 2006
- Obdachlos / Lenin on Tour,  Berlin 2006

Großformatige unikate Malerbücher (Auswahl)
- Die Schöpfung, Berlin 1993
- MORGENSTERN,  Text Christian Morgenstern, Berlin 1993
- ABENDSTERN,  Text Christian Morgenstern, Berlin 1993
- FRAUEN, Berlin 1993
- VISUELLE POESIE, Text Uwe Warnke, Berlin 1994
- Serielle Texte, Text Uwe Warnke, Berlin 1994
- SCHUFTIGER, Berlin 1994/1995
- Cartoon-Buch, Texte Uwe Warnke, Berlin 1994/1995
- DAS OSTBUCH und DAS WESTBUCH, Text Uwe Warnke, Berlin 1995
- Fortan in Familie, Text Uwe Warnke, Berlin 1996
- Frauen schenken Männern Blumen oder Das Märchen von Hyazinth und Rosenblütchen, Berlin 1999
- Die Schöpfungen, Berlin 1996
- Koch- und Kotzbuch, Berlin 1996
- unterwegs, Text Uwe Warnke, Berlin 1996
- Texte, Texten von Gerhild Ebel, Thomas Günther, Ralf B. Korte und Uwe Warnke, Berlin 1997
- Hundesache. Die Lust und die Straße., Texte Uwe Warnke, Berlin 1997
- Das Ding der Dinge, Texte Gerhild Ebel, Berlin 1997
- Die Tasse ist weiblich, Text Uwe Warnke, Berlin 1997
- Reineke Fuchs / mein Kampf, Berlin 1998
- Genossen, Coca Cola!,  Text Christian Morgenstern, Berlin 1998
- Mal sehen, ob im Kreml noch Licht brennt?, Berlin 1998
- die story vom könig david, Berlin 2000
- Ode an die Rote Armee, Schiffmühle 2000/2001
- Ein Totentanz mit 90 % Spaßanteil,  Texte von Jacques Prévert, Schiffmühle 2001
- Kinderüberraschung,  Text  Johannes R. Becher', Schiffmühle 2001
- Beutekunst, Berlin 2001
- 12. September, Texte von Uwe Warnke, Schiffmühle 2002
- Bubble Gum, Schiffmühle 2002
- konsum = k. zu lande, zu wasser und in der luft, Texte Uwe Warnke, Schiffmühle/Berlin 2002
- Die absurde Schöpfung der Welt und Gott sprach ZICKE ZACKE, Schiffmühle 2003
- Lulu oder Die Zauberflöte, Text nach Chr. M. Wieland und I. A. Liebeskind, Schiffmühle 2003
- PST  BLECHREDNER, Schiffmühle 2003
- Mit Mozart durch die Woche – dabei die Nationalhymne der DDR singend, Schiffmühle 2003
- Eulenspiegel, Berlin 2004
- Das stahlharte Mädchen, Text von Jacques Prévert, Schiffmühle 2004
- Am 8. Tag schuf Gott die Aasfliege und er sah das es gut war, Texte Gerhild Ebel, Schiffmühle 2004
- ogott ogott die zündeln, Schiffmühle 2005
- Rußkasten, Schiffmühle 2005
- LUBOK, Schiffmühle 2005
- Hänsel und Gretel. Kein Märchen, Schiffmühle 2005
- Die Bank aus Blech und Holz, Schiffmühle 2005
- Stalin – Gulag, Schiffmühle 2005
- Lieder für Ingrid Caven, Schiffmühle 2005
- Summer In The City, Text Kerstin Hensel, Berlin 2006
- totentanz mit 90 % Spaßanteil, Text von Prévert+Heine, Schiffmühle 2006
- Tagesthemen mit Dali, Schiffmühle 2007
- Von den verführten Mädchen/Legende vom toten Soldaten, Schiffmühle 2007
- Seltsame Sachen, Schiffmühle 2007
- Die Internationale. Konsumenten aller Länder vereinigt euch., Schiffmühle 2007
- Box mit 104 Zeichnungen, Schiffmühle 2008
- ACHTUNG, ACHTUNG: HIER SPRICHT G., Schiffmühle 2008
- Kurt Schwitters, Anna Blume und andere …, Schiffmühle 2009
- Klein Sterbelied, Texten von Else Lasker Schüler, Schiffmühle 2011
- Hund mit Rotlicht, Schiffmühle 2011/2012
- Gedichte, Texte von Florin Günther, Schiffmühle 2012
- Magazin Zwerg, Schiffmühle 2012/2013
- Kain / DEMOKRATIE JETZT, Schiffmühle 2013

## Bücher/Kataloge
- Ottfried Zielke: Menschen wie du und ich. Cartoons. Eulenspiegelverlag Das Neue Berlin, Berlin 1992.
- Ottfried Zielke: moz art. Hrsg. Erik Stephan, Museum Schloss Burgk 1998.

## Auszeichnungen
- 1991 1. Preis Cartoonwettbewerb Bratislava/Slowakei
- 1992 3. Preis Karikade Göttingen
- 1994/95 Stipendium der Stiftung Kulturfonds Berlin
- 1995 Preis von Faber Castell
- 1996 3. Preis Kunstzone Schwarzenberg
- 1997 1. Preis Karikatura Rostock

## Ausstellungen (unvollständig)

### Einzelausstellungen
- 1974: Berlin, Galerie Pankow (mit Waltraut Fischer)

- 1998/1999: Burgk/Saale, Museum Schloss Burgk („Ottfried Zielke - moz art. Gouachen, Zeichnungen und Bücher“)

- 2016: Offenbach am Main, Klingspor-Museum ("Laut, bunt und böse. Buch und Grafik von Ottfried Zielke")

### Ausstellungsbeteiligungen
- 1972/1973, 1982/1983 und 1987/1988: Dresden, VII., IX. und X. Kunstausstellung der DDR
- 1975 bis 1986: Berlin, sechs Bezirkskunstausstellungen
- 1994: Berlin, Studio im Hochhaus „Poesie an der Wand, Eine Ausstellung visueller Poeten aus Berlin“

## Museen und öffentliche Sammlungen mit Werken Zielkes
- Bayerische Staatsbibliothek, München
- Deutsche Bücherei, Deutsches Buch- und Schriftmuseum, Leipzig
- Deutsches Literaturarchiv, Marbach
- Gellert-Museum, Hainichen
- Germanisches Nationalmuseum, Nürnberg
- Klassik Stiftung Weimar, Herzogin Anna Amalia Bibliothek, Weimar
- Klingspor-Museum, Offenbach
- Kunstsammlung der Universität des Saarlandes Saarbrücken
- Kunstsammlung der Universität Lüneburg
- Landesbibliothek, Berlin
- Lyrik-Kabinett e.V., München
- Museum Schloss Burgk
- Museum Angewandte Kunst Frankfurt/Main
- Museum für Konkrete Kunst, Ingolstadt
- Sächsische Landesbibliothek, Dresden
- SMPK Kunstbibliothek Berlin
- Staatliche Bücher- und Kupferstichsammlung, Sommerpalais, Greiz
- Stadt- und Universitätsbibliothek Frankfurt am Main
- Stiftung Haus der Geschichte der Bundesrepublik Deutschland / Zeitgeschichtliches Forum Leipzig
- Universitätsbibliothek Mannheim
- Museum Meermanno-Westreenianum, Museum van het Boek, Den Haag (NL)
- Bibliotheque Nationale Luxembourg (L)
- The Ruth & Marvin Sackner Archiv Of Concrete And Visual Poetry, Miami Beach, FL (USA)
- Stanford University, CA (USA)
- The Houghten Library, Harvard College Library, Cambridge (USA)
- Beatboy corp., Seoul, Südkorea

und in zahlreichen Privatsammlungen im In- und Ausland.